# خلیل‌آباد (خواف)
خلیل‌آباد روستایی از توابع بخش سلامی و در شهرستان خواف استان خراسان رضوی ایران است.

## جمعیت
این روستا در دهستان بالاخواف قرار داشته و بر اساس سرشماری سال ۱۳۸۵ جمعیت آن ۸۵۳ نفر (۱۷۳خانوار) بوده‌است.